# Свір (Тихвінський район)
Свір (рос. Свирь) — присілок у Тихвінському районі Ленінградської області Російської Федерації.
Населення становить 185 осіб. Належить до муніципального утворення Цвильовське сільське поселення.

## Історія
Населений пункт розташований на історичній Новгородській землі, знищеній Московським царством у 15 столітті.
Згідно із законом від 1 вересня 2004 року № 52-оз належить до муніципального утворення Цвильовське сільське поселення.

## Населення
| 1879 | 1910 | 1928 | 1951 | 1961 | 1997 | 2002 |
| ---- | ---- | ---- | ---- | ---- | ---- | ---- |
| 63   | ↗135 | ↘115 | ↗303 | ↗304 | ↘214 | ↘175 |
| 2007 | 2010 | 2012 |      |      |      |      |
| ↗179 | ↘105 | ↗185 |      |      |      |      |